# Dżem w Operze cz. 1 i 2
Dżem w Operze cz. 1 i 2 – koncertowy album grupy Dżem.
Nagrania dokonano podczas koncertów zespołu Dżem w Operze Śląskiej w Bytomiu w dniach 22 i 23 lutego 1998. Realizacja dźwięku – Piotr Brzeziński przy współpracy Alka Galasa.

## Dżem w Operze cz. 1

### Utwory
1. "Strojenie" – 0:17
2. "Dzikość mego serca" – 6:24
3. "To tylko dwa piwa" – 4:53
4. "Mała aleja róż" – 5:59
5. "Miliony srebrnych łez" – 6:42
6. "Tylko Ja i Ty" – 6:41
7. "Dzień, w którym pękło niebo" – 5:01
8. "Sen o Victorii" – 6:15
9. "Wokół sami lunatycy" – 6:48
10. "Autsajder" – 5:28
11. "Naiwne pytania" – 5:34
12. "Wehikuł czasu – to byłby cud" – 7:00
13. "Zapal świeczkę" – 4:07

## Dżem w Operze cz. 2

### Utwory
1. "Obłuda" – 7:25
2. "Wszystko wzięło w łeb" – 6:14
3. "Cała w trawie" – 7:56
4. "W klatce" – 5:01
5. "Jesiony" – 8:03
6. "Człowieku co się z tobą dzieje" – 4:34
7. "Ostatnie widzenie" – 9:04
8. "Czerwony jak cegła" – 6:45

## Skład
- Paweł Berger – instrumenty klawiszowe
- Jacek Dewódzki – śpiew
- Adam Otręba – gitary
- Beno Otręba – gitary basowe
- Jerzy Styczyński – gitary
- Zbigniew Szczerbiński – perkusja